# Partida de Rojals
La Partida de Rojals és una partida de terra del terme de Reus (Baix Camp), situada al sud-est de la ciutat.
Són les terres que hi ha, en línies generals, entre el Camí de Valls i el Camí de Constantí, i entre la riera del Petroli i el Barranc del Cementiri. La partida es troba rodejada per les del Vilar (amb la qual es confon segons documents del segle XVII), la Raureda, El Burgaret i el Matet.
Actualment, una part important del territori està ocupada per la Urbanització del Mas del Carpa.